# 私らしく生きてみたい/君のようになりたい
「私らしく生きてみたい/君のようになりたい」（わたしらしくいきてみたい/きみのようになりたい）は Little Glee Monster の6枚目のシングル。2016年8月17日にソニー・ミュージックレコーズから発売。

## 内容
前作『My Best Friend』から約3ヶ月ぶりとなる6枚目のシングル。

### 楽曲解説
私らしく生きてみたい
- ラウンドワンCMソング。
- 前作「My Best Friend」のような軽いシャッフルビート調のポップな曲調から一転、16ビートのファンクでかっこいい仕上がりとなっている。また、ジャケットもメンバーがそれぞれのメンバーカラーのウィッグを被り、かっこいいパッケージとなっている。ミュージック・ビデオでは、リトグリ6人と同じような格好をしたダンサー6人、計12人にてラインダンスを披露している。

君のようになりたい
- ウォルト・ディズニーが最後に手掛けたアニメーション映画『ジャングル・ブック』キャンペーンソング。曲のサイズや調は変わっている。ただし、サビのスキャットなどは活用されたものもある。
- リリース当時、公式YouTubeチャンネルにて生演奏によるミュージック・ビデオが公開されたが現在は非公開になっており、パッケージとしてもリリースされていない為、現在は正式な方法で視聴することはできない。

Summer Days
- ラウンドワンCMソング。アルバム未収録である。
- ライブでは、メンバーとファンがタオルを回して盛り上がる楽曲だが、同じ傾向のSAY!!!が頻繁に演奏されていたため、2017年のフェスを最後に長らく披露されなかったが、2019年のツアーで約2年振りに披露された。

かかげた空へ
- 毎日放送「みんなの甲子園」内コーナー「朝顔」の挿入歌。アルバム未収録である。
- グループ結成のきっかけとなった「最強歌少女オーディション」の初期から課題曲として使用されていた。初期からオーディションに参加していたアサヒは、オーディション時になかなか覚えられず夜中に何度も聞き泣きながら覚えた経験から、あまり好きな楽曲ではなかったが「でも今はこうしてリトグリになって、自分が思うように歌えるようになったので、とても好きな曲になりました。」と語っている[1]。

きっと大丈夫
- アルバム未収録である。発売年である2016年のライブでは披露されなかったが、2017年に開催された全国ツアーにて初披露となった。2017年4月までの6人体制時に披露されなかった唯一の楽曲である。

## リリース

### 形態
| 発売日        | レーベル    | 最高順位 | 販売形態 | 規格品番    | 備考    |
| ------------- | ----------- | -------- | -------- | ----------- | ------- |
| 2016年8月17日 | gr8!records | 6位      | CD+DVD   | SRCL-9154/5 | 初回盤A |
| 2016年8月17日 | gr8!records | 6位      | CD+DVD   | SRCL-9156/7 | 初回盤B |
| 2016年8月17日 | gr8!records | 6位      | CD       | SRCL-9158   | 通常盤  |

### 特典
出典：
- 応援店舗 - ポストカード
- タワーレコード - 告知ポスター
- HMV - ミニポスター
- TSUTAYA - クリアファイル
- WonderGOO/新星堂 - 通常盤絵柄ステッカー
- Amazon.co.jp - アーティスト写真ステッカー

### その他
- 今作よりヘッドホンが新調され、2017年に開催された全国ツアーまでライブ衣装として着用された。

## 収録曲

### CD
通常盤
| 01           | 私らしく生きてみたい | いしわたり淳治・亀田誠治                                       | 亀田誠治           | 亀田誠治                             | 5:06  | MV - YouTube |  |  |
| 02           | 君のようになりたい   | Richard M.Sherman・Robert B. Sherman・いしわたり淳治(日本語訳) | Richard M. Sherman | KEN for 2SOUL MUSIC Ins.・Philip Woo | 2:49  |              |  |  |
| 03           | Summer Days          | Carlos K.・nana hatori                                         | Carlos K.・TAKAROT | Carlos K.                            | 4:25  |              |  |  |
| 04           | かかげた空へ         | rionos                                                         | rionos             | CHOKKAKU                             | 4:53  |              |  |  |
| 合計収録時間 | 合計収録時間         | 合計収録時間                                                   | 合計収録時間       | 合計収録時間                         | 17:13 |              |  |  |

初回盤A
| 01           | 私らしく生きてみたい                | いしわたり淳治・亀田誠治                                       | 亀田誠治           | 亀田誠治                             | 5:06  | MV - YouTube |  |  |
| 02           | 君のようになりたい                  | Richard M.Sherman・Robert B. Sherman・いしわたり淳治(日本語訳) | Richard M. Sherman | KEN for 2SOUL MUSIC Ins.・Philip Woo | 2:49  |              |  |  |
| 03           | Summer Days                         | Carlos K.・nana hatori                                         | Carlos K.・TAKAROT | Carlos K.                            | 4:25  |              |  |  |
| 04           | かかげた空へ                        | rionos                                                         | rionos             | CHOKKAKU                             | 4:53  |              |  |  |
| 05           | 私らしく生きてみたい -instrumental- |                                                                |                    |                                      | 5:04  |              |  |  |
| 合計収録時間 | 合計収録時間                        | 合計収録時間                                                   | 合計収録時間       | 合計収録時間                         | 22:17 |              |  |  |

初回盤B
| 01           | 君のようになりたい                | Richard M.Sherman・Robert B. Sherman・いしわたり淳治(日本語訳) | Richard M. Sherman | KEN for 2SOUL MUSIC Ins.・Philip Woo | 2:49  |              |  |  |
| 02           | 私らしく生きてみたい              | いしわたり淳治・亀田誠治                                       | 亀田誠治           | 亀田誠治                             | 5:06  | MV - YouTube |  |  |
| 03           | Summer Days                       | Carlos K.・nana hatori                                         | Carlos K.・TAKAROT | Carlos K.                            | 4:25  |              |  |  |
| 04           | きっと大丈夫                      | 池嵜拳                                                         | 池嵜拳             | 島田昌典                             | 4:57  |              |  |  |
| 05           | 君のようになりたい -instrumental- |                                                                |                    |                                      | 2:49  |              |  |  |
| 合計収録時間 | 合計収録時間                      | 合計収録時間                                                   | 合計収録時間       | 合計収録時間                         | 20:06 |              |  |  |

### DVD
初回盤A
| #  | 曲名                                | 備考         |
| -- | ----------------------------------- | ------------ |
| 01 | 私らしく生きてみたい -Music Video-  | MV - YouTube |
| 02 | 私らしく生きてみたい -Making Video- |              |

初回盤B
| #  | 曲名                                      | 備考 |
| -- | ----------------------------------------- | ---- |
| 01 | 人生は一度きり -Live on 2015.11.29-       |      |
| 02 | 小さな恋が、終わった -Live on 2015.11.29- |      |

## 収録作品
私らしく生きてみたい
- 『Joyful Monster』(#4)
- 『GRADATI∞N』(#8)
  - GRADATI∞N ver.で収録。
- 『Ambitious』(#3・初回盤B Disc.2)
  - 2025ver.で収録

君のようになりたい
- 『Joyful Monster』(#7)
  - Album ver.で収録
- 『Dream2〜Disney Greatest Songs〜』
- 『Disney BEST MEGAMIX by DJ FUMI★YEAH！』

## ライブ映像作品
| 曲名                 | 公演                                                                   | 備考               |
| -------------------- | ---------------------------------------------------------------------- | ------------------ |
| 私らしく生きてみたい | Little Glee Monster Live in 武道館〜はじまりのうた〜                   |                    |
| 私らしく生きてみたい | Little Glee Monster Arena Tour 2018 -juice!!!!! at YOKOHAMA ARENA      |                    |
| 私らしく生きてみたい | Little Glee Monster MTV Unplugged                                      |                    |
| 私らしく生きてみたい | Little Glee Monster 5th Celebration Tour 2019 〜MONSTER GROOVE PARTY〜 |                    |
| 私らしく生きてみたい | Little Glee Monster Live Tour 2022 Journey                             |                    |
| 私らしく生きてみたい | Little Glee Monster Live Tour 2024 “UNLOCK!”                           |                    |
| 私らしく生きてみたい | Little Glee Monster 10th Anniversary Live                              |                    |
| 君のようになりたい   | Little Glee Monster Live in 武道館〜はじまりのうた〜                   |                    |
| きっと大丈夫         | Little Glee Monster Live Tour 2022 Journey                             | 初回限定盤のみ収録 |